# Muine Bheag
Muine Bheag is een plaats in het Ierse graafschap Carlow. De plaats telt 2540 inwoners. Het dorp heeft een station aan de spoorlijn Dublin - Waterford.
Ballinkillen · Ballon · Ballymurphy · Borris · Carlow · Clonegal · Clonmore · Fennagh · Hacketstown · Kildavin · Leighlinbridge · Muine Bheag · Myshall · Nurney · Old Leighlin · Rathvilly · Royal Oak · St Mullin's · Tinryland · Tullow